# ストックトン＝オン＝ティーズ
ストックトン＝オン＝ティーズ (Stockton-On-Tees) は、イングランド北東部ダラム州にあるタウン。

## 歴史
13世紀には、周辺地区最大のマーケットタウンとして知られる存在となった（このマーケットは、ストックトンのハイストリートで現在も毎週水曜日と土曜日に開催されている）。17世紀には農産物などをロンドンや海外へ運搬する拠点として栄え、また、1822年に交通革命を引き起こすイベントを開催し、3年後の1825年9月27日に世界初の鉄道ストックトン・アンド・ダーリントン鉄道を運行した。これがきっかけとなり、ストックトンは産業革命の波に乗り、「市場の町」から「産業都市」への変身を遂げた。
ストックトン市民は、町の歴史に非常に詳しく誇りを持っているようである。初めて会う人はほぼ必ず、世界初の鉄道の話と、マッチの発明家であるジョン・ウォーカーの話を始める。ジョン・ウォーカーは1826年にマッチを発明したストックトン出身の発明家であるが、マッチと鉄道をモチーフにした記念碑が現在街の中心に作られている。ヤームもまた、港として14世紀から栄えてきた。こちらは、ワイン、羊の皮が主な取引物であった。まだ見習生だったジェームス・クックも、ストックトンとヤームの間を航海していたといわれている。彼の船として有名なエンデバー号の実物大のレプリカが、ストックトンのティーズ川沿岸に展示され観光の目玉となっている。
ストックトンはその後、造船業が盛んになり1850年から1920年にかけては鉄鋼産業の中心として栄え、人口は劇的に増加した。その後、その鉄鋼業産業の影響からティーズ川の汚染がひどくなり、人口の減少、街の衰退が進んだ。しかし1980年代半ばには当時のマーガレット・サッチャー首相が視察に訪れ、ティーズ川流域の再開発や大学の誘致に着手することとなり、現在に至っている。

## 交通
1822年に交通革命を引き起こすイベントを開催し、3年後の1825年9月27日に世界初の鉄道ストックトン・アンド・ダーリントン鉄道を運行した。

## 経済
かつては造船業で栄えていた街であるが、1994年にダラム大学の「クィーンズ・キャンパス（Queen's Campus)」を誘致し、医療関連の研究施設、サイエンスパーク、ビジネスパークなどの開発を行っている。

## 現在
中心街にあるハイ・ストリートはイングランドで最も幅が広いハイ・ストリート、ないしは、最も幅が広い部類のひとつと称されている。
交通の便が良いことでコールセンター等の立地条件に優れ、実際、英国住宅金融大手のアビーナショナルのコールセンターや、日立などの日本企業の事業所なども近隣に設立されている。ティーズ川は河川敷を建設するなど景観等環境改善を図り、新たにカヌー場、野外コンサート会場などを整備し、市民の憩いの場となっている。また、川が街を二分していたが、ミレニアムブリッジという橋を建設し、再開発中心エリアである町、南部とのアクセス向上を計っている。この結果、街北部は伝統的な建物の並ぶオールド・シティ、南部は再開発が進み、ダラム大学、スポーツ施設、医療関連の研究施設、サイエンスパーク、ビジネスパーク、ショッピングセンターなどもあるニュー・シティと色分けされ、それぞれに趣があり興味深い町となっている。

## 出身者
- ビル・スティアー - ミュージシャン（ギタリスト、ボーカリスト）。主にヘヴィメタル、ハードロックの分野で活動。カーカスやナパーム・デス、ファイアバードなどの活動で著名。

## 参照
1. ↑  “city population”. 2023年5月13日閲覧。
2. ↑  Delplanque, Paul (2009年5月8日). “High Street Blues”.   Paul Delplanque. 2014年2月27日閲覧。
3. ↑  “Stockton Town Centre”.   Stockton Council. 2014年2月27日閲覧。